# フィキサチーフ
フィキサチーフ（英 Fixative）は、絵画用の定着液。鉛筆や木炭、パステルなど主に粉状の画材で描画した線をコーティングし、かすれるのを防ぐ効果がある。
合成樹脂をエタノールまたは石油系の溶媒に溶いたもので、一般に鉛筆・木炭にはエタノール、パステルには石油系が適する。染料を含む画材は、エタノール溶媒ではにじむことがある。スプレー式のものと、霧吹きを使用するタイプとがあり、描画の途中、または完成してから吹き付けて描線を保護する。保護された描線は、消しゴム等での修正が困難となる。いずれの場合でも十分な換気のもと、火気のないところで使用する。